# 池蜓属
池蜓属（学名：Limnetron）为晏蜓科的一个属。

## 下属物种
本属包括以下物种：
- Limnetron antarcticum Foerster, 1907
- 小池蜓 Limnetron debile Karsch, 1891